# 1739 Meyermann
Az 1739 Meyermann (ideiglenes jelöléssel 1939 PF) a Naprendszer kisbolygóövében található aszteroida. Karl Wilhelm Reinmuth fedezte fel 1939. augusztus 15-én, Heidelbergben.